# Liu Chialiang
Liu Chialiang (Cantón, 1 de agosto de 1936 - Hong Kong, 25 de junio de 2013), también conocido como Lau Kar-leung (劉家良 | cantonés: Lau Ga-leung; mandarín: Liú Jiāliáng) fue un actor, coreógrafo de artes marciales y director cinematográfico chino.

## Biografía
Liu perteneció a una estirpe de maestros de artes marciales. Su padre y maestro, Liu Zhan, había sido alumno de Lam Sai-wing, que a su vez había sido alumno de Wong Fei-hung. El pequeño Liu aprendió artes marciales desde los 7 años, y durante su adolescencia entró en el cine como extra y especialista de escenas de acción. En la década de los 50 empezó a aparecer en pequeños papeles en algunas películas de la serie cinematográfica de Wong Fei-hung interpretado por Kwan Tak-hing. En esta época trabó amistad con el también artista marcial Tang Chia, con el que una década después formaría un tándem para coreografiar escenas de acción.
En 1966 el ya reputado dúo es contratado por la compañía Shaw Brothers, que los pone al servicio de su director más taquillero en el género, Chang Cheh. Chang y Liu iniciaron una relación profesional que durará 10 años, generando grandes éxitos de taquilla y lanzará al estrellato a grandes actores de la compañía como Jimmy Wang Yu o Alexander Fu Sheng. En 1975 Liu decidió dirigir sus propias películas y crear un nuevo estilo dentro del género, con mayor énfasis en el humor, del que surgirán películas como Verdugos de Shaolin o la trilogía de Las 36 cámaras del Shaolin. Al mismo tiempo formó su propio equipo de coreógrafos, al que incorporó sus hermanos Liu Chia-yung y Gordon Liu. Liu Chialiang fue galardonado con el Hong Kong Film Award a la Mejor Coreografía por La leyenda del mono borracho (1994) de Jackie Chan y con el Golden Horse Award por esta y Siete espadas (2005) de Tsui Hark.
Falleció de leucemia el 25 de junio de 2013 en Hong Kong, a los 76 años.